# Катаплана
Катаплана (порт. cataplana) — посуда, используемая для приготовления португальских блюд из морепродуктов, популярных в регионе Алгарви, а также название типичного блюда Алгарви.
Этим же термином называют и способ приготовления с использованием такой кастрюли. Её можно использовать для приготовления самых разных ингредиентов, но креветки, моллюски и свинина являются наиболее популярными продуктами для катапланы. Согласно Oxford Companion to Food, самое известное блюдо, приготовленное в катаплане, — это amêijoas na cataplana (моллюски в катаплане) . Катаплана традиционно изготавливается из меди и имеет форму двух раковин, шарнирно соединенных с одного конца и способных герметизироваться с помощью зажима с каждой стороны, что позволяет посуде функционировать как грубая скороварка. Катапланы также могут быть изготовлены из алюминия. Медленное приготовление при невысокой температуре позволяет сохранить вкус продуктов и их пользу.
В традиционном для Алгарви блюде катаплана в составе лук, красный и зеленый перец и помидоры, приготовленные в оливковом масле, чеснок, эстрагон, петрушка и белое вино, а также нарезанная кубиками свинина, колбаса чоризо, курица, рыба, креветки, моллюски или другие морепродукты, что приводит к множеству вариаций.
Считается, что блюдо появилось в Португалии после арабского вторжения в VIII-XIII веках.